# Alexandra Rotan

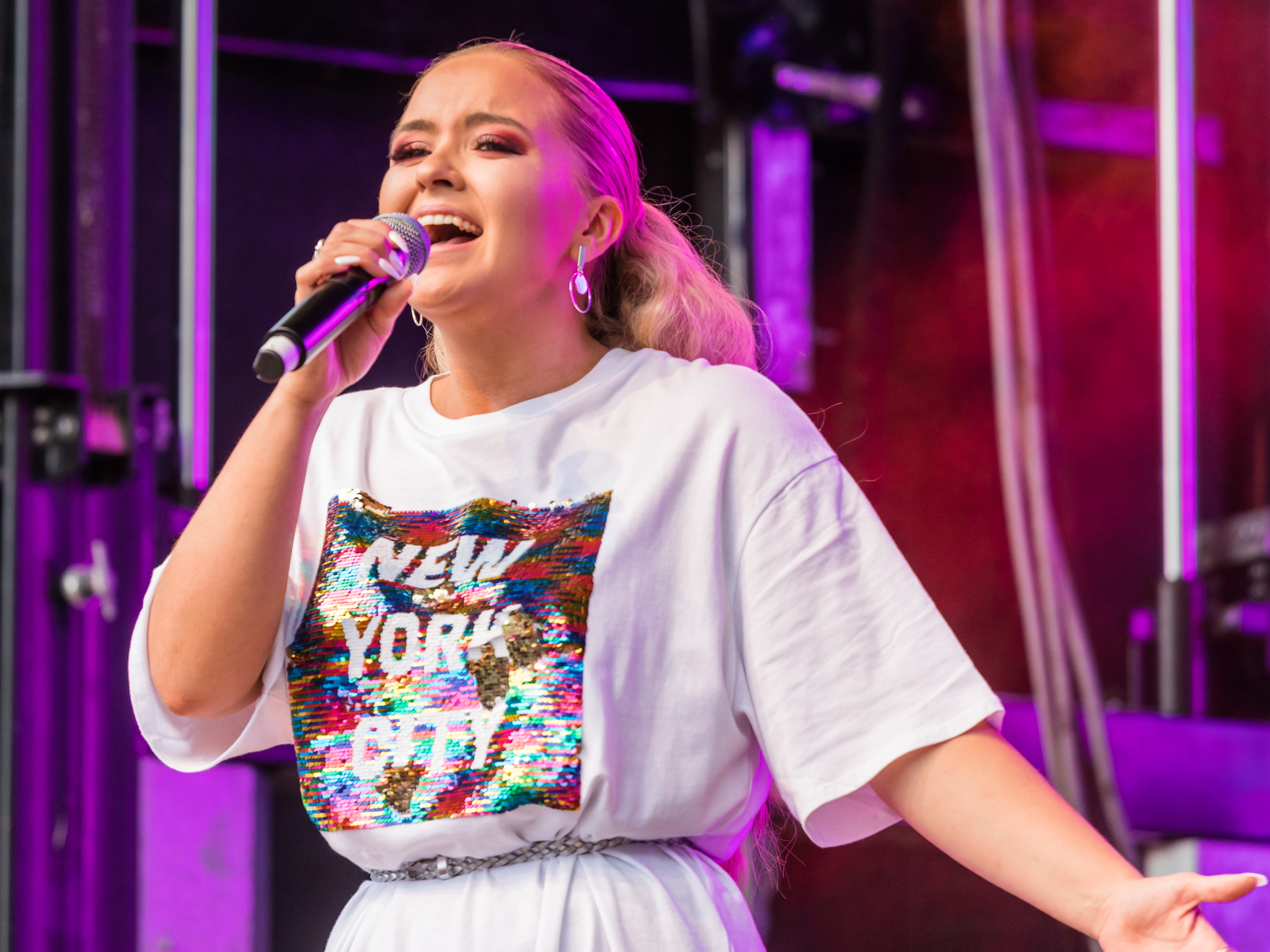
Alexandra Rotan bei der Cologne Pride, 2019

Alexandra Rotan (* 1996) ist eine norwegische Sängerin und Mitglied der Band KEiiNO. Mit KEiiNO vertrat sie ihr Land beim Eurovision Song Contest 2019.

## Leben
Rotan stammt aus der Ortschaft Råholt in der südostnorwegischen Gemeinde Eidsvoll. Im Jahr 2010 nahm sie am MGPjr, einem beim Norsk rikskringkasting (NRK) ausgestrahlten Musikwettbewerb für Kinder und Jugendliche, teil. Sie erreichte dort mit ihrem Lied Det vi vil das Finale der besten vier Teilnehmer. Im Jahr 2016 trat sie bei der TV-Sendung Idol an, wo sie im Halbfinale ausschied. Von 2016 bis 2017 tourte sie gemeinsam mit Alan Walker als dessen Vokalistin. Neben ihrer Tätigkeit als Sängerin begann Rotan eine Ausbildung zur Krankenpflegerin.
Im Januar 2018 wurde sie gemeinsam mit Stella Mwangi als Teilnehmerin am Melodi Grand Prix 2018, dem norwegischen Vorentscheid für den Eurovision Song Contest, präsentiert. Die beiden erreichten mit ihrem Lied You Got Me das Finale der besten vier Beiträge und beendeten den Wettbewerb schließlich auf dem dritten Platz. Im Vorfeld des Melodi Grand Prix 2019 gründete sie gemeinsam mit Tom Hugo und Fred Buljo die Band KEiiNO. Mit dem Lied Spirit in the Sky gewann das Trio den Wettbewerb und durfte folglich Norwegen beim Eurovision Song Contest in Tel Aviv vertreten. Die Band belegte dort mit den meisten Publikumsstimmen den sechsten Platz im Finale. Im Jahr 2020 sang Rotan mit We’re in this together das offizielle Lied für die Handball-Europameisterschaft der Frauen ein. Ihre Band KEiiNO gab in der Zeit nach der Teilnahme am Eurovision Song Contest unter anderem ihr erstes Album heraus und trat im Frühjahr 2021 beim Melodi Grand Prix 2021 an. Im Juni 2021 wurde Rotan als Teilnehmerin der 2021er-Staffel der Musiksendung Stjernekamp angekündigt. Dort vorgetragene Cover wie Ikke som de andre von Sondre Justad und Viva la Vida von Coldplay veröffentlichte Rotan auch als Studioversion. Im Finale belegte Rotan den zweiten Platz hinter Bjørn Tomren. Im April 2022 moderierte sie gemeinsam mit ihrem KEiiNO-Bandkollegen Fred Buljo den Sámi Grand Prix. Rotan wirkte in der 2024 ausgestrahlten fünften Staffel der Reality-Serie Kompani Lauritzen mit.

## Diskografie

### Singles
- 2010: Det vi vil
- 2017: Hawaii
- 2018: You Got Me (mit Stella Mwangi)
- 2018: Crazy ’Bout You
- 2020: We’re in this together
- 2021: Viva La Vida
- 2021: Ikke som de andre
- 2021: I Was a Fool (mit Tom Hugo)
- 2022: Alt for Norge (mit Trüh)
- 2022: Når himmelen faller ned
- 2023: Stå i det
- 2023: Last Song About You (mit Kurt Nilsen)